# Terpsichore amphidasyon
Terpsichore amphidasyon är en stensöteväxtart som först beskrevs av Kze. och Georg Heinrich Mettenius, och fick sitt nu gällande namn av Alan Reid Smith. Terpsichore amphidasyon ingår i släktet Terpsichore och familjen Polypodiaceae. Inga underarter finns listade.